# NSSLCサービス
NSSLCサービス株式会社（英: NSSLC Service Corporation）は、東京都中央区に本社を置く、日鉄ソリューションズグループ傘下のITサービス会社である。

## 概要
2005年（平成17年）4月1日に新日鉄ソリューションズ（現・日鉄ソリューションズ）グループの運用・保守を中心とするITサービス会社として設立された。
プロダクトサポート（保守）において、エンジニアが「Oracle Award 2006」にて「Support Analyst of the Year」を受賞している。

## 事業所
- 本社 - 東京都中央区新川2-20-15 NBF新川ビル東館
- 西日本オフィス - 福岡県北九州市八幡東区東田1-5-7 九州ヒューマンメディア創造センター 7階